# Transylvania County
Transylvania County är ett administrativt område i delstaten North Carolina, USA, med 33 090 invånare. Den administrativa huvudorten (county seat) är Brevard. 

## Geografi
Enligt United States Census Bureau så har countyt en total area på 987 km². 982 km² av den arean är land och 5 km² är vatten.  

### Angränsande countyn
- Henderson County - öster
- Greenville County, South Carolina - sydost
- Pickens County, South Carolina - söder
- Oconee County, South Carolina - sydväst
- Jackson County - väster
- Haywood County - nordväst
- Buncombe County - nordost